# Consorti dei sovrani di Baviera

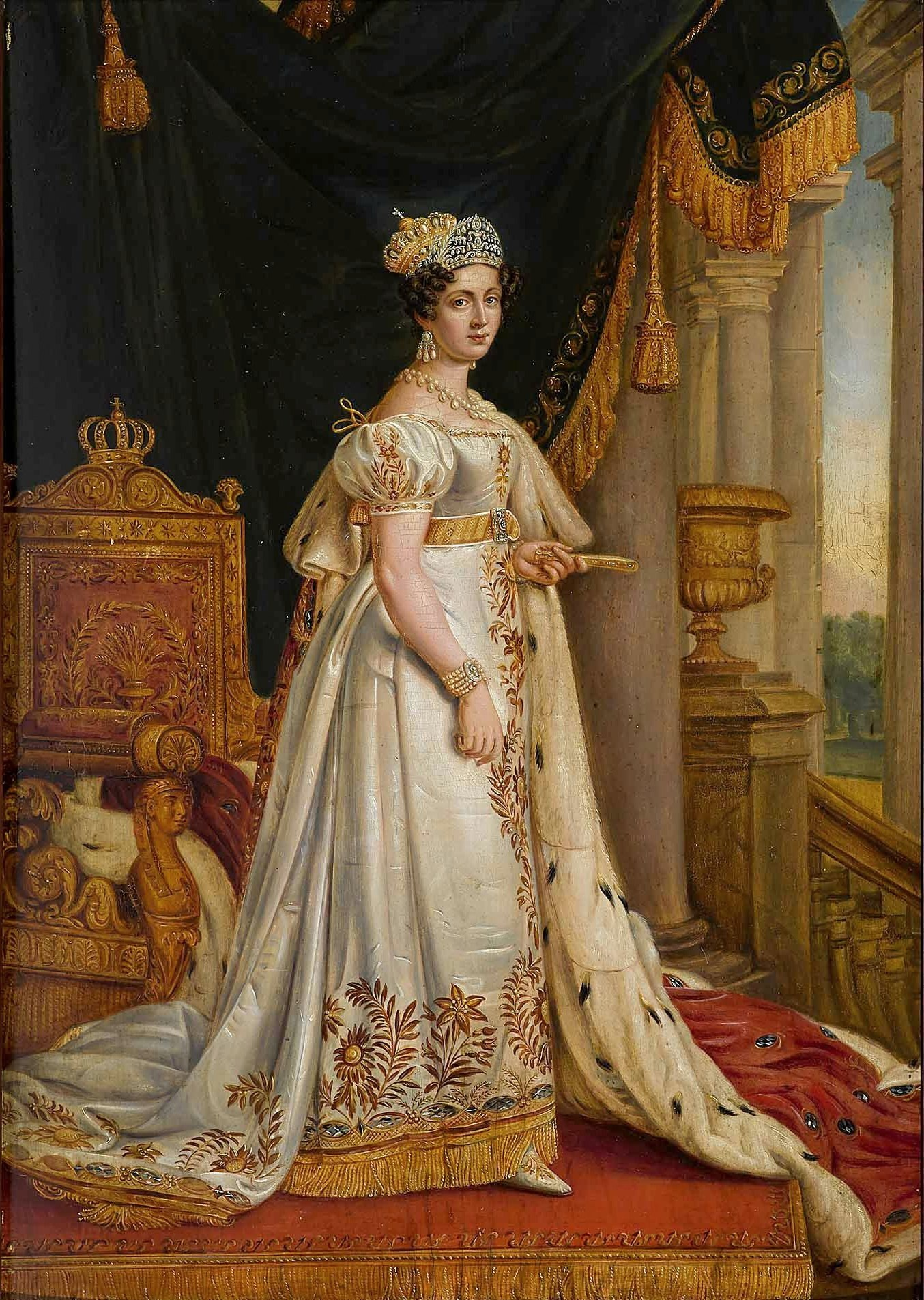
Teresa di Sassonia-Hildburghausen, regina consorte di Baviera dal 1825 al 1848.

Ci sono stati tre tipi di consorti nella storia bavarese: Duchesse, Elettrici e Regine. La maggior parte delle consorti elencati sono Duchesse.
La casata più longeva è stata la dinastia dei Wittelsbach, che ha giocato un ruolo importante nella storia della Baviera. Durante il periodo medievale, sotto la dinastia Wittelsbach, la Baviera è stata divisa in due parti: superiore e inferiore. Questo significa che ci possono essere state più di una Duchessa di Baviera, allo stesso tempo, a causa di una eredità disordinata tra gli eredi.

## Baviera Ducale
| Agilolfingi  |                                  |                                     |                   |                                |                    |                   |                      |                         |
| Immagine     | Nome                             | Padre                               | Nascita           | Matrimonio                     | Inizio regno       | Fine regno        | Morte                | Consorte                |
|              | Valdrada dei Longobardi          | Vacone                              | 531               | 556                            | 556                | 572               | 572                  | Garibaldo I             |
|              | Geila del Friuli                 | Gisulfo II del Friuli               |                   |                                | 610                | 625/630           |                      | Garibaldo II            |
|              | Fara di Baviera                  |                                     |                   |                                |                    |                   |                      | Teodone II              |
|              | Gleisnod del Friuli              |                                     |                   |                                |                    |                   |                      | Teodone II              |
|              | Folchiade di Salzeburg           |                                     |                   |                                |                    |                   |                      | Teodone II              |
|              | Regintrude di Austrasia          | Dagoberto I                         | 660-665           |                                |                    | 716               | 730-740              | Teodone II              |
|              | Regintrude di Austrasia          | Dagoberto I                         | 660-665           |                                | 716                | 719               | 730-740              | Teodeberto              |
|              | Valdrada                         |                                     |                   |                                | 716                | 719               |                      | Teobaldo                |
|              | Biltrude                         |                                     |                   |                                | 716                | 719               |                      | Teobaldo                |
|              | Valdrada                         |                                     |                   |                                | 716                | 719               |                      | Tassilone II            |
|              | Imma di Alamannia                |                                     |                   |                                | 716                | 719               |                      | Tassilone II            |
|              | Biltrude                         |                                     |                   |                                | 719                | 725               | 725                  | Grimaldo                |
|              | Iltrude dei Franchi              | Carlo Martello                      | 715/720           | 741                            | 741                | 18 gennaio 748    | 754                  | Odilone                 |
|              | Liutperga dei Longobardi         | Desiderio                           | 715/720           | 770                            | 770                | 788               | 793                  | Tassilone III           |
| Carolingi    |                                  |                                     |                   |                                |                    |                   |                      |                         |
| Immagine     | Nome                             | Padre                               | Nascita           | Matrimonio                     | Inizio regno       | Fine regno        | Morte                | Consorte                |
|              | Fastrada di Franconia            | Rodolfo III di Franconia            |                   | 765                            | 784                | 10 ottobre 794    | 10 ottobre 794       | Carlo Magno             |
|              | Liutgarda di Sundgau             | Liutfredo II di Sundgau             | 776               | 794                            | 794                | 4 giugno 800      | 4 giugno 800         | Carlo Magno             |
|              | Ermengarda di Hesbaye            | Ingerman di Hesbaye                 | 778               | 794/5                          | 813                | 817               | 3 ottobre 818        | Ludovico il Pio         |
|              | Emma di Baviera                  | Guelfo I                            | 808               | 827                            | 827                | 31 gennaio 876    | 31 gennaio 876       | Ludovico il Germanico   |
|              | Liutgarda di Sassonia            | Liudolfo di Sassonia                | 845               | 29 novembre 874                | 28 agosto 876      | 20 gennaio 882    | 17 novembre 885      | Ludovico III il Giovane |
|              | Riccarda di Svevia               | Ercangero                           | 840               | 862                            | 29 novembre 874    | 17 novembre 887   | 18 settembre 894/896 | Carlo il Grosso         |
|              | Oda di Neustria                  | Udo di Neustria                     | 874               | 888                            | 888                | 8 dicembre 899    | 903                  | Arnolfo                 |
| Luitpoldingi |                                  |                                     |                   |                                |                    |                   |                      |                         |
| Immagine     | Nome                             | Padre                               | Nascita           | Matrimonio                     | Inizio regno       | Fine regno        | Morte                | Consorte                |
|              | Cunegonda di Svevia              | Bertoldo I di Svevia                | 870/880           |                                |                    | 4 luglio 907      |                      | Liutpoldo               |
|              | Giuditta del Friuli              | Eberardo del Friuli                 | 888               | 910                            | 910                | 14 luglio 937     |                      | Arnolfo I               |
|              | Biltrude                         |                                     |                   |                                | 938                | 23 novembre 947   |                      | Bertoldo                |
|              | Gisella di Borgogna              | Corrado I di Borgogna               | 952               | 972                            | 985                | 28 agosto 995     | 21 luglio 1006       | Enrico II               |
|              | Cunegonda di Lussemburgo         | Sigfrido di Lussemburgo             | 975               | 1000                           | 1000               | 1004              | 3 marzo 1040         | Enrico IV               |
| Ottoni       |                                  |                                     |                   |                                |                    |                   |                      |                         |
| Immagine     | Nome                             | Padre                               | Nascita           | Matrimonio                     | Inizio regno       | Fine regno        | Morte                | Consorte                |
|              | Giuditta di Baviera              | Arnolfo di Baviera                  | 925               |                                | 23 novembre 947    | 1º novembre 955   | 987                  | Enrico I                |
|              | Gisella di Borgogna              | Corrado I di Borgogna               | 952               | 972                            | 972                | 976               | 21 luglio 1006       | Enrico II               |
| Salii        |                                  |                                     |                   |                                |                    |                   |                      |                         |
| Immagine     | Nome                             | Padre                               | Nascita           | Matrimonio                     | Inizio regno       | Fine regno        | Morte                | Consorte                |
|              | Richenza di Svevia               | Ottone II di Lotaringia             | 1020/1025         | 1050                           | 1061               | 1070              | 1083                 | Ottone                  |
|              | Berta di Savoia                  | Oddone di Savoia                    | 21 settembre 1051 | 13 luglio 1066                 | 1077               | 27 dicembre 1087  | 27 dicembre 1087     | Enrico IV               |
|              | Adelaide di Kiev                 | Vsevolod di Kiev                    | 1071              | 14 agosto 1089                 | 14 agosto 1089     | 1096              | 20 luglio 1109       | Enrico IV               |
| Welfen       |                                  |                                     |                   |                                |                    |                   |                      |                         |
| Immagine     | Nome                             | Padre                               | Nascita           | Matrimonio                     | Inizio regno       | Fine regno        | Morte                | Consorte                |
|              | Giuditta delle Fiandre           | Baldovino IV di Fiandra             | 1033              | 1071                           | 1077               | 5 marzo 1094      | 5 marzo 1094         | Guelfo I                |
|              | Matilde di Canossa               | Bonifacio di Canossa                | 1046              | 1089                           | 6 novembre 1101    | 24 luglio 1115    | 24 luglio 1115       | Guelfo II               |
|              | Vulfilda di Sassonia             | Magno di Sassonia                   | 1075              | 1095/1100                      | 1120               | 13 dicembre 1126  | 29 dicembre 1126     | Enrico IX               |
|              | Gertrude di Supplimburgo         | Lotario II di Supplimburgo          | 18 aprile 1115    | 29 maggio 1127                 | 29 maggio 1127     | 20 ottobre 1139   | 18 aprile 1143       | Enrico X                |
|              | Clemenzia di Zähringen           | Corrado di Zähringen                |                   | 1148-1149                      | 17 settembre 1156  | 1162              | 1173                 | Enrico il Leone         |
|              | Matilde d'Inghilterra            | Enrico II d'Inghilterra             | 1156              | 1º febbraio 1168               | 1º febbraio 1168   | 1180              | 28 giugno 1189       | Enrico il Leone         |
| Babenberg    |                                  |                                     |                   |                                |                    |                   |                      |                         |
| Immagine     | Nome                             | Padre                               | Nascita           | Matrimonio                     | Inizio regno       | Fine regno        | Morte                | Consorte                |
|              | Maria di Boemia                  | Soběslav I di Boemia                | 1024-1025         | 28 settembre 1138              | 1139               | 18 ottobre 1141   | 1160                 | Leopoldo I              |
|              | Gertrude di Supplimburgo         | Lotario II di Supplimburgo          | 18 aprile 1115    | 1º maggio 1142                 | 1º maggio 1142     | 18 aprile 1143    | 18 aprile 1143       | Enrico XI               |
|              | Teodora Comnena                  | Andronico Comneno                   | 1134              | 1148                           | 1148               | 1177              | 1183                 | Enrico XI               |
| Wittelsbach  |                                  |                                     |                   |                                |                    |                   |                      |                         |
| Immagine     | Nome                             | Padre                               | Nascita           | Matrimonio                     | Inizio regno       | Fine regno        | Morte                | Consorte                |
|              | Agnese di Loon                   | Luigi I di Loon                     | 1150              | 1169                           | 16 settembre 1180  | 11 luglio 1183    | 26 marzo 1191        | Ottone I                |
|              | Ludmilla di Boemia               | Federico di Boemia                  | 1170              | 1204                           | 1204               | 15 settembre 1231 | 14 agosto 1240       | Ludovico I              |
|              | Agnese del Palatinato            | Enrico V del Palatinato             | 1201              | 1222                           | 15 settembre 1231  | 29 novembre 1253  | 16 novembre 1267     | Ottone II               |
|              | Elisabetta d'Ungheria            | Béla IV d'Ungheria                  | 1236              | 1250                           | 29 novembre 1253   | 24 ottobre 1271   | 24 ottobre 1271      | Enrico XIII             |
|              | Maria di Brabante                | Enrico II di Brabante               | 1226              | 2 agosto 1254                  | 2 agosto 1254      | 18 gennaio 1256   | 18 gennaio 1256      | Ludovico II             |
|              | Anna di Glogau                   | Corrado I di Slesia-Glogau          | 1250/52           | 24 agosto 1260                 | 24 agosto 1260     | 25 giugno 1271    | 25 giugno 1271       | Ludovico II             |
|              | Matilde d'Austria                | Rodolfo I d'Asburgo                 | 1252              | 24 ottobre 1273                | 24 ottobre 1273    | 2 febbraio 1294   | 23 dicembre 1304     | Ludovico II             |
|              | Isabella di Lorena               | Federico III di Lorena              |                   | 1287                           | 3 febbraio 1290    | 9 ottobre 1296    | 1335                 | Ludovico III            |
|              | Giutta di Schweidnitz            | Bolko I di Schweidnitz              | 1285-1287         | 1297-1299                      | 1297-1299          | 10 dicembre 1310  | 15 settembre 1320    | Stefano I               |
|              | Agnese di Glogau                 | Enrico III di Slesia-Glogau         | 1293-1296         | 18 maggio 1309                 | 18 maggio 1309     | 9 novembre 1312   | 25 dicembre 1361     | Ottone III              |
|              | Matilde di Nassau                | Adolfo di Nassau                    | 1280              | 1º settembre 1294              | 1º settembre 1294  | 1317              | 19 giugno 1323       | Rodolfo I               |
|              | Beatrice di Slesia-Glogau        | Bolko I di Schweidnitz              | 1290/2            | 14 ottobre 1308/11             | 14 ottobre 1308/11 | 25 agosto 1322    | 25 agosto 1322       | Ludovico IV             |
|              | Margherita II di Hainaut         | Guglielmo I di Hainaut              | 1311              | 26 febbraio 1324               | 26 febbraio 1324   | 11 ottobre 1347   | 23 giugno 1356       | Ludovico IV             |
|              | Margherita di Boemia             | Giovanni I di Boemia                | 8 luglio 1313     | 2 agosto 1328                  | 2 agosto 1328      | 1º settembre 1339 | 11 luglio 1341       | Enrico XIV              |
|              | Anna d'Austria                   | Federico I d'Asburgo                | 1318              | 1326-1328                      | 1326-1328          | 18 giugno 1333    | 14/15 dicembre 1343  | Enrico XV               |
|              | Margherita di Tirolo-Gorizia     | Enrico di Carinzia e Tirolo         | 1318              | 10 febbraio 1342               | 11 ottobre 1347    | 18 settembre 1361 | 3 ottobre 1369       | Ludovico V              |
|              | Isabella d'Aragona               | Federico III di Sicilia             | 1310              | 27 giugno 1328                 | 11 ottobre 1347    | 1349              | 1349                 | Stefano II              |
|              | Margherita di Norimberga         | Giovanni II di Norimberga           | 1315              | 14 febbraio 1359               | 14 febbraio 1359   | 13 maggio 1375    | 19 settembre 1377    | Stefano II              |
|              | Cunegonda di Polonia             | Casimiro III di Polonia             | 1334              | 1º gennaio 1352                | 11 ottobre 1347    | 26 aprile 1357    | 26 aprile 1357       | Ludovico VI             |
|              | Ingeborg di Meclemburgo-Schwerin | Alberto II di Meclemburgo           | 1340              | 15 febbraio 1360               | 15 febbraio 1360   | 17 maggio 1365    | 25 luglio 1395       | Ludovico VI             |
|              | Matilde di Lancaster             | Enrico Plantageneto                 | 4 aprile 1339     | 1352                           | 1352               | 10 aprile 1362    | 10 aprile 1362       | Guglielmo I             |
|              | Margherita di Brieg              | Ludovico I il Giusto                | 1342              | 19 luglio 1353                 | 19 luglio 1353     | 1386              | 1386                 | Alberto I               |
|              | Margherita di Kleve              | Adolfo I di Kleve                   | 1375              | 1394                           | 1394               | 13 dicembre 1404  | 14 maggio 1411       | Alberto I               |
|              | Caterina di Boemia               | Carlo IV di Lussemburgo             | 19 agosto 1342    | 19 marzo 1366                  | 19 marzo 1366      | 15 novembre 1379  | 26 aprile 1395       | Ottone V                |
|              | Margherita d'Austria             | Alberto II lo Sciancato             | 1346              | 4 settembre 1359               | 18 settembre 1361  | 13 gennaio 1363   | 14 gennaio 1366      | Mainardo III            |
|              | Caterina di Gorizia              | Mainardo VI di Gorizia              | 1346              | 1372                           | 13 maggio 1375     | 1391              | 1391                 | Giovanni II             |
|              | Anna di Neuffen                  | Bertoldo VII di Neuffen             |                   | 16 maggio 1360                 | 13 maggio 1375     | 1381              | 1381                 | Federico                |
|              | Maddalena Visconti               | Bernabò Visconti                    | 1366              | 2 settembre 1381               | 2 settembre 1381   | 4 dicembre 1393   | 17 luglio 1404       | Federico                |
|              | Taddea Visconti                  | Bernabò Visconti                    | 1352              | 13 ottobre 1364/12 agosto 1367 | 13 maggio 1375     | 28 settembre 1381 | 28 settembre 1381    | Stefano III             |
|              | Elisabetta di Kleve              | Adolfo I di Kleve                   | 1378              | 16 gennaio 1401                | 16 gennaio 1401    | 26 settembre 1413 | 1424                 | Stefano III             |
|              | Margherita d'Austria             | Alberto IV d'Asburgo                | 26 giugno 1395    | 25 novembre 1412               | 25 novembre 1412   | 24 dicembre 1447  | 24 dicembre 1447     | Enrico XVI              |
|              | Margherita di Kleve              | Adolfo I di Kleve                   | 23 febbraio 1416  | 11 maggio 1433                 | 11 maggio 1433     | 12 settembre 1435 | 20 maggio 1444       | Guglielmo III           |
|              | Elisabetta Visconti              | Bernabò Visconti                    | 1374              | 26 gennaio 1395                | 1397               | 2 febbraio 1432   | 2 febbraio 1432      | Ernesto                 |
|              | Margherita di Borgogna           | Filippo II di Borgogna              | 1374              | 12 aprile 1385                 | 13 dicembre 1404   | 31 maggio 1417    | 8 marzo 1441         | Guglielmo II            |
|              | Caterina d'Alençon               | Pietro II d'Alençon                 | 1396              | 1º ottobre 1413                | 1º ottobre 1413    | 1443              | 25 giugno 1462       | Ludovico VII            |
|              | Elisabetta di Görlitz            | Giovanni di Görlitz                 | 1390              | 10 marzo 1418                  | 10 marzo 1418      | 6 gennaio 1425    | 2 agosto 1451        | Giovanni III            |
|              | Anna di Braunschweig-Grubenhagen | Erich I di Braunschweig-Grubenhagen | 1414-1420         | 22 gennaio 1437                | 2 luglio 1438      | 29 febbraio 1460  | 1474                 | Alberto III             |
|              | Margherita di Brandeburgo        | Federico I di Brandeburgo           | 1410              | 20 luglio 1441                 | 1443               | 7 aprile 1445     | 27 luglio 1465       | Ludovico VIII           |
|              | Amalia di Sassonia               | Federico II di Sassonia             | 4 aprile 1436     | 21 marzo 1452                  | 21 marzo 1452      | 18 gennaio 1479   | 19 ottobre 1501      | Ludovico IX             |
|              | Edvige Jagellona di Polonia      | Casimiro IV di Polonia              | 21 settembre 1457 | 14 novembre 1475               | 18 gennaio 1479    | 18 febbraio 1502  | 18 febbraio 1502     | Giorgio                 |

## Duchesse di Baviera
| Wittelsbach |                          |                        |                |                  |                 |                  |                  |                |
| Immagine    | Nome                     | Padre                  | Nascita        | Matrimonio       | Regno           | Fine regno       | Morte            | Consorte       |
|             | Cunegonda d'Austria      | Federico III d'Austria | 16 marzo 1465  | 3 gennaio 1487   | 3 gennaio 1487  | 18 marzo 1508    | 6 agosto 1520    | Alberto IV     |
|             | Maria Giacomina di Baden | Filippo I di Baden     | 25 giugno 1507 | 5 ottobre 1522   | 5 ottobre 1522  | 7 marzo 1550     | 16 novembre 1580 | Guglielmo IV   |
|             | Anna d'Austria           | Ferdinando I d'Austria | 7 luglio 1528  | 4 luglio 1546    | 7 marzo 1550    | 24 ottobre 1579  | 16 ottobre 1590  | Alberto V      |
|             | Renata di Lorena         | Francesco I di Lorena  | 20 aprile 1544 | 22 febbraio 1568 | 24 ottobre 1579 | 15 ottobre 1597  | 22 maggio 1602   | Guglielmo V    |
|             | Elisabetta di Lorena     | Carlo III di Lorena    | 9 ottobre 1574 | 6 febbraio 1595  | 15 ottobre 1597 | 23 febbraio 1623 | 4 gennaio 1635   | Massimiliano I |

## Elettrici di Baviera
| Wittelsbach |                                            |                                        |                  |                  |                   |                   |                   |                           |
| Immagine    | Nome                                       | Padre                                  | Nascita          | Matrimonio       | Inizio regno      | Fine regno        | Morte             | Consorte                  |
|             | Elisabetta di Lorena                       | Carlo III di Lorena                    | 9 ottobre 1574   | 6 febbraio 1595  | 23 febbraio 1623  | 4 gennaio 1635    | 4 gennaio 1635    | Massimiliano I            |
|             | Maria Anna d'Austria                       | Ferdinando II d'Austria                | 13 gennaio 1610  | 15 luglio 1635   | 15 luglio 1635    | 27 settembre 1651 | 25 settembre 1665 | Massimiliano I            |
|             | Enrichetta Adelaide di Savoia              | Vittorio Amedeo I di Savoia            | 6 novembre 1636  | 8 dicembre 1650  | 27 settembre 1651 | 13 giugno 1676    | 13 giugno 1676    | Ferdinando Maria          |
|             | Maria Antonia d'Austria                    | Leopoldo I d'Austria                   | 18 gennaio 1669  | 15 luglio 1685   | 15 luglio 1685    | 24 dicembre 1692  | 24 dicembre 1692  | Massimiliano II Emanuele  |
|             | Teresa Cunegonda Sobieska di Polonia       | Giovanni III Sobieski di Polonia       | 4 marzo 1676     | 2 gennaio 1695   | 2 gennaio 1695    | 26 febbraio 1726  | 10 marzo 1730     | Massimiliano II Emanuele  |
|             | Maria Amalia d'Austria                     | Giuseppe I d'Austria                   | 22 ottobre 1701  | 5 ottobre 1722   | 26 febbraio 1726  | 20 gennaio 1745   | 11 dicembre 1756  | Carlo I Alberto           |
|             | Maria Anna Sofia di Sassonia               | Augusto III di Polonia e Sassonia      | 29 agosto 1728   | 9 luglio 1747    | 9 luglio 1747     | 30 dicembre 1777  | 17 febbraio 1797  | Massimiliano III Giuseppe |
|             | Elisabetta Augusta del Palatinato-Sulzbach | Giuseppe Carlo del Palatinato-Sulzbach | 17 gennaio 1721  | 17 gennaio 1742  | 30 dicembre 1777  | 17 agosto 1794    | 17 agosto 1794    | Carlo II Teodoro          |
|             | Maria Leopoldina d'Austria-Este            | Ferdinando d'Austria-Este              | 10 dicembre 1776 | 15 febbraio 1795 | 15 febbraio 1795  | 16 febbraio 1799  | 23 giugno 1848    | Carlo II Teodoro          |
|             | Carolina di Baden                          | Carlo Luigi di Baden                   | 13 luglio 1776   | 9 marzo 1797     | 16 febbraio 1799  | 1º gennaio 1806   | 13 novembre 1841  | Massimiliano IV Giuseppe  |

## Regine di Baviera
| Wittelsbach |                                   |                                     |                 |                  |                 |                  |                  |                 |
| Immagine    | Nome                              | Padre                               | Nascita         | Matrimonio       | Inizio regno    | Fine regno       | Morte            | Consorte        |
|             | Carolina di Baden                 | Carlo Luigi di Baden                | 13 luglio 1776  | 9 marzo 1797     | 1º gennaio 1806 | 13 ottobre 1825  | 13 novembre 1841 | Massimiliano I  |
|             | Teresa di Sassonia-Hildburghausen | Federico di Sassonia-Hildburghausen | 8 luglio 1792   | 12 ottobre 1810  | 13 ottobre 1825 | 20 marzo 1848    | 26 ottobre 1854  | Ludovico I      |
|             | Maria di Prussia                  | Guglielmo di Prussia                | 15 ottobre 1825 | 12 ottobre 1842  | 20 marzo 1848   | 10 marzo 1864    | 17 maggio 1889   | Massimiliano II |
|             | Maria Teresa d'Austria-Este       | Ferdinando Carlo d'Austria-Este     | 2 luglio 1849   | 20 febbraio 1868 | 5 novembre 1913 | 13 novembre 1918 | 3 febbraio 1919  | Ludovico III    |